# Малиновий колір
Малино́вий ко́лір — яскравий насичений відтінок червоного, змішаного з синім кольором; середній колір між червоним та рожевим.
В українських народних піснях малиновий (червоний) колір згадується як колір козацьких прапорів, він став одним із символів козацтва.

## Військова геральдика

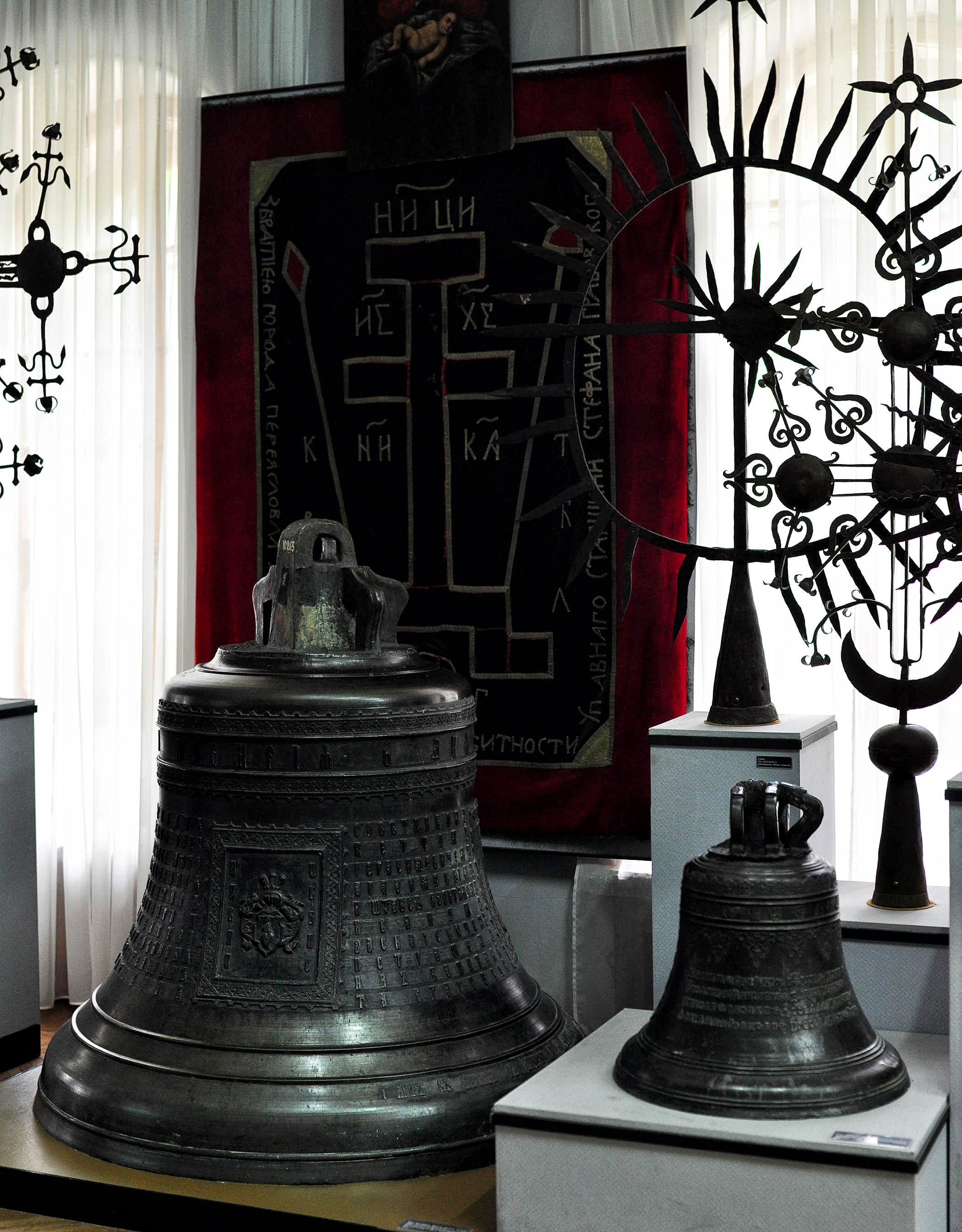
Козацький прапор на фоні трофейного Кизи-Кермену

- Колір що зазвичай взивається «малиновим» багряного відтінку був широко поширений у прапорництві українського козацтва, насамперед запорозького[2].
- В Українській Галицькій армії (УГА) малиновий колір використовувався жандармерією. Особовий склад жандармерії використовував малинові петлиці-«зубчатки»[3][4].
- З 1919 року у РСЧА СРСР малиновий колір стає кольором піхоти. Цього кольору були петлиці, зірки на будьонівках, околі капелюхів. Після введення погонів у 1943 році піхотинці та стрільці отримали малинові погони з чорними кантами[5][6].

## Цікаві факти
- У художньому фільмі Анатолія Граника «Максим Перепелиця» (1955 рік) можна побачити якраз однострої СРСР зразку 1943 року, але які використовувалися у післявоєнний час. Герой Леоніда Бикова, як молодший сержант, використовує повсякденний кітель з малиновими петлицями, з поздовжньою стрічкою.